# Fístula arteriovenosa
Uma Fístula arteriovenosa é uma conexão ou passagem anormal entre uma artéria e uma veia. Pode ser congénita, criada cirurgicamente para tratamentos de hemodiálise, ou adquirida devido a processos patológicos, como traumas físicos ou erosão de um aneurisma arterial.

## Causas

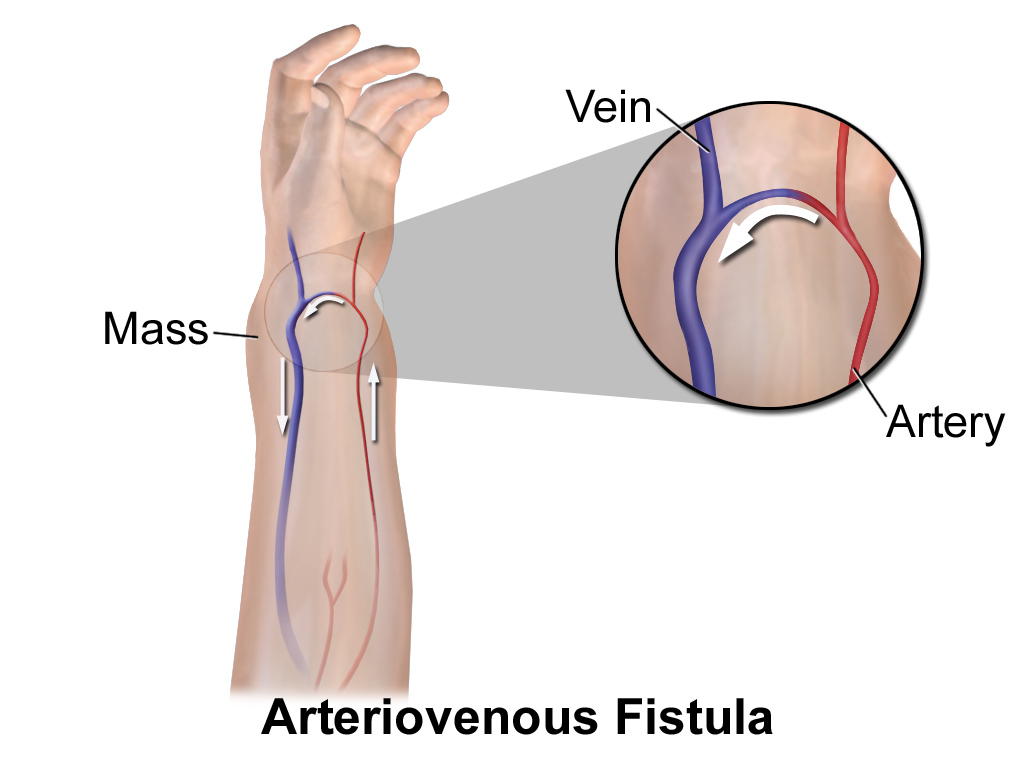
Ilustração de uma fístula_arteriovenosa

- Congénitas (defeito de desenvolvimento)
- Ruptura de aneurisma arterial em veias adjacentes
- lesão penetrante
- necrose inflamatória de vasos adjacentes
- criada intencionalmente, por exemplo fístula de Cimino.